# Valentin Fröhlich
Valentin Fröhlich (* 20. März 1888 in Herzogenaurach; † 3. Mai 1964 ebenda) war ein deutscher Politiker.

## Leben
Fröhlich besuchte das Gymnasium in Darmstadt und studierte Rechtswissenschaften und Wirtschaftswissenschaften in München. Anschließend promovierte er zum Dr. oec. publ. mit dem Thema Die Bewegung der landwirtschaftlichen Bodenpreise in den Rentamtsbezirken Forchheim, Höchstadt a.d. Aisch, Herzogenaurach, Ebermannstadt und Burgwindheim. Von 1914 bis 1918 diente er als Soldat im Ersten Weltkrieg. Anschließend war er Beamter beim Oberbayerischen Christlichen Bauernverein und in der Zentralgenossenschaft Regensburg und wurde Vizepräsident des Oberfränkischen Christlichen Bauernverbands. 1931 wurde er Schriftführer und Vorstandsmitglied der Bayerischen Christlichen Bauernvereine, Vizepräsident der Kreisbauernkammer Oberfranken und Mitglied der Bayerischen Landesbauernkammer. Außerdem war er Herausgeber des Fränkischen Bauernblatts. Fröhlich war der Neffe des Kapuzinerpaters Cyprian Fröhlich, der als der Gründer des Seraphischen Liebeswerks gilt.

## Politische Karriere
Fröhlich war von 1928 bis 1933 Abgeordneter des Bayerischen Landtags für die Bayerische Volkspartei im Stimmkreis Forchheim-Ebermannstadt. 1931 wurde er zum Bürgermeister in Herzogenaurach und war auch 1945 Bürgermeister der Stadt. Noch im gleichen Jahr wurde er Mitglied der CSU und Landrat des ehemaligen Landkreises Höchstadt an der Aisch. Vom 4. Dezember 1947 bis zum 31. Dezember 1949 war er Mitglied des Bayerischen Senats.

## Werke
- Mein Reislaufen für den Bauernwald. BLV-Verlagsgesellschaft, München, Berlin, 1960